# Musée historique Mogami Yoshiaki
Le musée historique Mogami Yoshiaki (最上義光歴史館, Mogami Yoshiaki Rekishikan), se trouve dans la ville de Yamagata au nord du Japon, juste à l'extérieur de la Grande Porte de l'Est reconstruite du château de Yamagata. Il est consacré au rôle historique de Mogami Yoshiaki dans la construction des fondations de l'actuelle ville de Yamagata. Le musée est inauguré le 1er décembre 1989 à l'occasion du 100e anniversaire de la fondation de la ville moderne de Yamagata.
Son objet est de préserver et d'étudier, d'exposer et de rendre accessibles les éléments historiques publics de l'époque de Yoshiaki (1546 - 1614) lorsque le domaine de Yamagata est le cinquième plus grand domaine féodal du Japon. 
Des armoiries, des épées et des armes à feu des batailles historiques du XVIe siècle et plus tard sont exposées, ainsi que des œuvres d'art, des cartes anciennes de la jōkamachi (ville-château) et des documents officiels liés au clan Mogami et à son histoire. Parmi les objets exposés les plus intéressants se trouvent un grand paravent représentant la bataille de Hasedo et le casque de Mogami Yoshiaki ainsi que son bâton de commandement de bataille. Sont également exposées des épées anciennes et modernes.

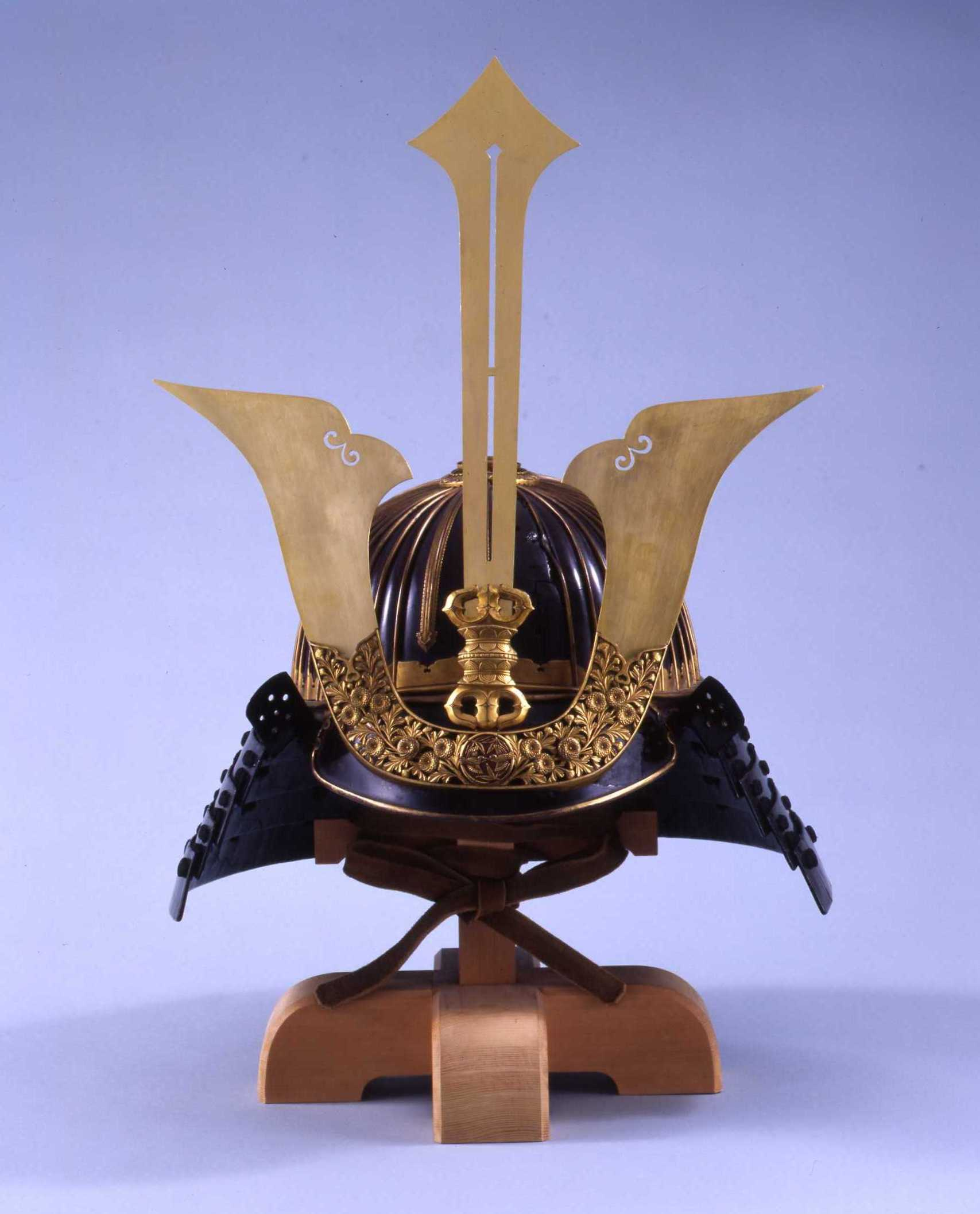
Casque de Mogami Yoshiaki porté au siège de Hasedō.
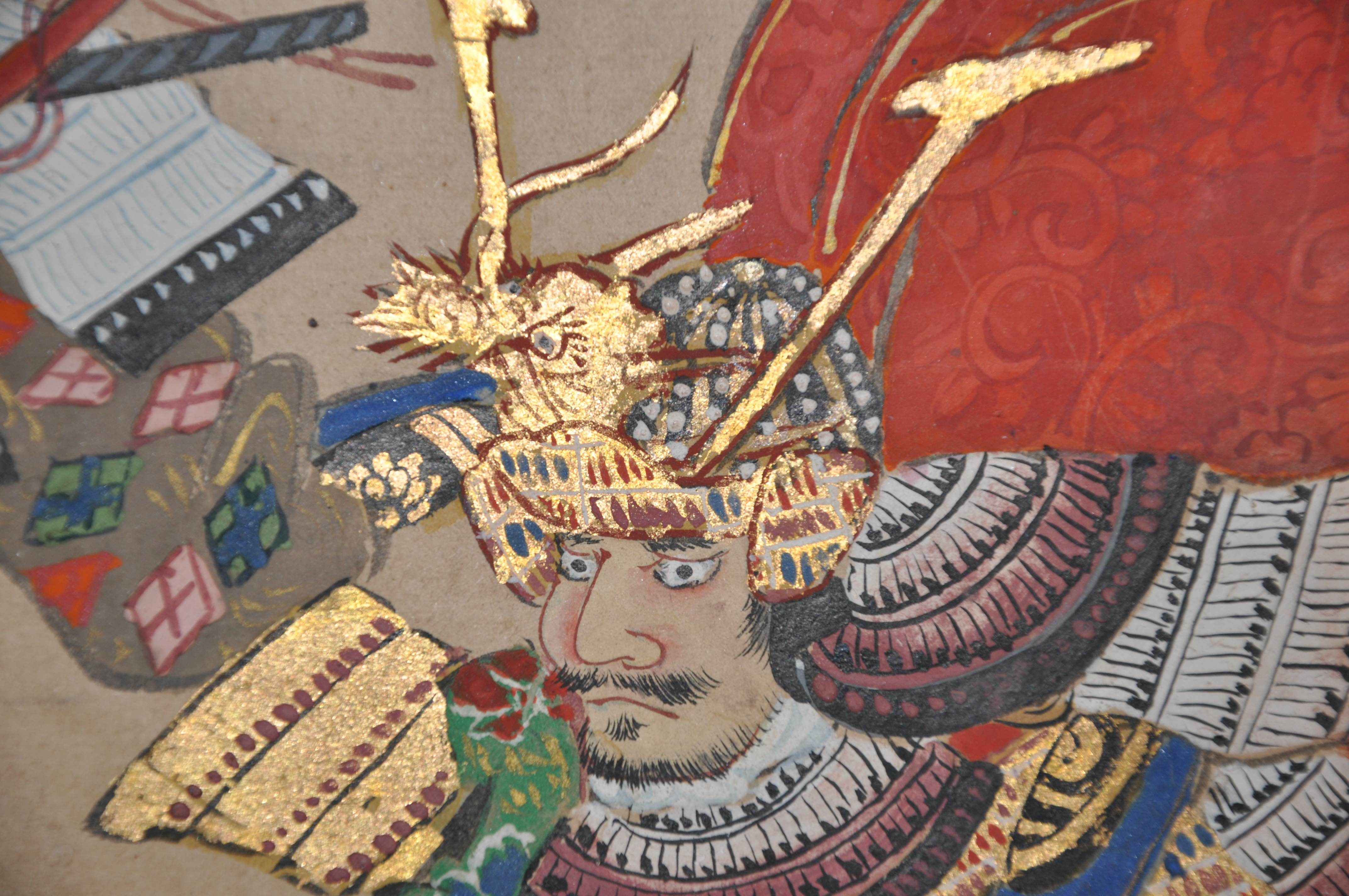
Peinture sur paravent représentant Mogami Yoshiaki à la bataille de Hasedō, milieu de l'époque d'Edo.

## Source de la traduction
- (en) Cet article est partiellement ou en totalité issu de l’article de Wikipédia en anglais intitulé « Mogami Yoshiaki Historical Museum » (voir la liste des auteurs).